# Flashdance
Pour plus de détails, voir Fiche technique et Distribution.
Flashdance ou Le feu de la danse au Québec est un film américain réalisé par Adrian Lyne, sorti en 1983.
Il marque la première collaboration des producteurs Don Simpson et Jerry Bruckheimer. Certaines séquences du film reprennent l'esthétique des clips musicaux.

## Synopsis
Alexandra Owens vit à Pittsburgh, la capitale de l'industrie sidérurgique, gangrenée par le chômage. Elle travaille comme soudeuse dans une usine et mène une vie relativement solitaire. La danse classique est sa passion, et l'on devine qu'Alex, originaire d'Altoona en Pennsylvanie et issue d'un milieu modeste, s'y est formée en autodidacte. Le soir, afin de compléter ses revenus, Alex danse dans un cabaret. C'est ainsi que Nick Hurley, directeur de l'usine où travaille Alex, rencontre la jeune femme et tombe sous son charme. Malgré les réticences initiales d'Alex, tous deux entament une relation. En parallèle, Alex s'entraîne afin d'intégrer, un jour, l'école de danse de l'opéra de Pittsburgh. Encore faudrait-il qu'elle ose franchir le cap des inscriptions.

## Fiche technique
Sauf indication contraire, les informations mentionnées dans cette section peuvent être confirmées par la base de données cinématographiques IMDb,  présente dans la section « Liens externes ».
- Titre original et français : Flashdance
- Titre québécois : Le Feu de la danse
- Réalisation : Adrian Lyne
- Scénario : Tom Hedley et Joe Eszterhas, d'après une histoire de Tom Hedley
- Musique : Giorgio Moroder
- Décors : Charles Rosen
- Costumes : Michael Kaplan
- Photographie : Don Peterman
- Montage : Walt Mulconery et Bud Smith
- Chorégraphie : Jeffrey Hornaday
- Production : Jerry Bruckheimer et Don Simpson
- Sociétés de production : Don Simpson/Jerry Bruckheimer Films, Paramount Pictures et PolyGram Filmed Entertainment
- Société de distribution : Paramount Pictures
- Budget : 7 millions de dollars[1]
- Pays de production :  États-Unis
- Langue originale : anglais
- Format : couleur — 35 mm (Arriflex) — 1,85:1 — son Dolby
- Genre : film musical
- Durée : 95 minutes
- Dates de sortie :
  - États-Unis, Québec[2] : 15 avril 1983
  - France : 14 septembre 1983

## Distribution
- Jennifer Beals (VF : Maïk Darah / VQ : Yolande Roy) : Alexandra Owens
- Michael Nouri (VF : Jean-Pierre Moulin / VQ : Claude Préfontaine) : Nick Hurley
- Lilia Skala (VF : Paule Emanuele / VQ : Nathalie Coupal) : Hanna Long
- Sunny Johnson (VF : Sylvie Feit / VQ : Élise Bertrand) : Jeanie Szabo
- Kyle T. Heffner (VF : Henri Courseaux / VQ : Yves Massicotte) : Richie
- Lee Ving (VF : Patrick Poivey / VQ : Joël Legendre) : Johnny C.
- Ron Karabatsos (VF : Pierre Garin / VQ : Martin Watier) : Jake Mawby
- Belinda Bauer (VF : Marion Loran / VQ : Ariane-Li Simard-Côté) : Katie Hurley
- Malcolm Danare (VQ : Gilbert Lachance) : Cecil
- Philip Bruns (VF : Jacques Deschamps / VQ : Yves Corbeil) : Frank Szabo
- Micole Mercurio (VQ : Sophie Faucher) : Rosemary Szabo
- Lucy Lee Flippin (VF : Jacqueline Staup / VQ : Sophie Faucher) : la secrétaire
- Don Brockett (VF : Marc de Georgi / VQ : Gilbert Lachance) : Pete
- Cynthia Rhodes (VF : Perrette Pradier / VQ : Élise Bertrand) : Tina Tech
- Durga McBroom (VF : Émilie Benoît / VQ : Sophie Léger) : Heels
- Stacey Pickren (VQ : Béatrice Picard) : Margo
- Liz Sagal (VQ : Béatrice Picard) : Sunny
- Norman Scott (VQ : Claude Préfontaine) : Normski
- Marc Lemberger (VQ : Ronald France) : Mr. Freeze
- Richard Colon (VQ : Lawrence Arcouette) : Crazy Legs
- Wayne Frost (VQ : Jean Fontaine) : Frosty Freeze
- Kenneth Gabbert (VQ : Ronald France) : Prince Ken Swift
- Robert Wuhl (VF : Alain Dorval / VQ : Ronald France) : l'habitué du Mawby's
- Monique Gabrielle (VQ : Nathalie Coupal) : une strip-teaseuse
- Irène Cara (VQ : Ariane Gautier) : elle-même

## Production

### Développement
En avril 1980, Thomas Hedley vend l'idée du film à la société Casablanca pour le développement pour un prix de 300 000 dollars et 5 % du net, comme le rapporte dans The Globe and Mail, et, plus tard, sera vendu à Paramount Pictures.
Durant la post-production, David Cronenberg s'est vu confier à la réalisation, mais a refusé, de même que Brian De Palma, qui a préféré réaliser Scarface (1983) : Adrian Lyne est alors choisi. À cette époque, Adrian Lyne ne réalisait que pour des publicités télévisées, comme celle de la marque de Brutus Jeans pour le Royaume-Uni dans les années 1970 — dont les images et le style ressemblent au film Flashdance. Les dirigeants de Paramount hésitaient le potentiel du film et l'ont vendu à 25 % de la priorité des droits avant sa sortie.

### Attribution des rôles

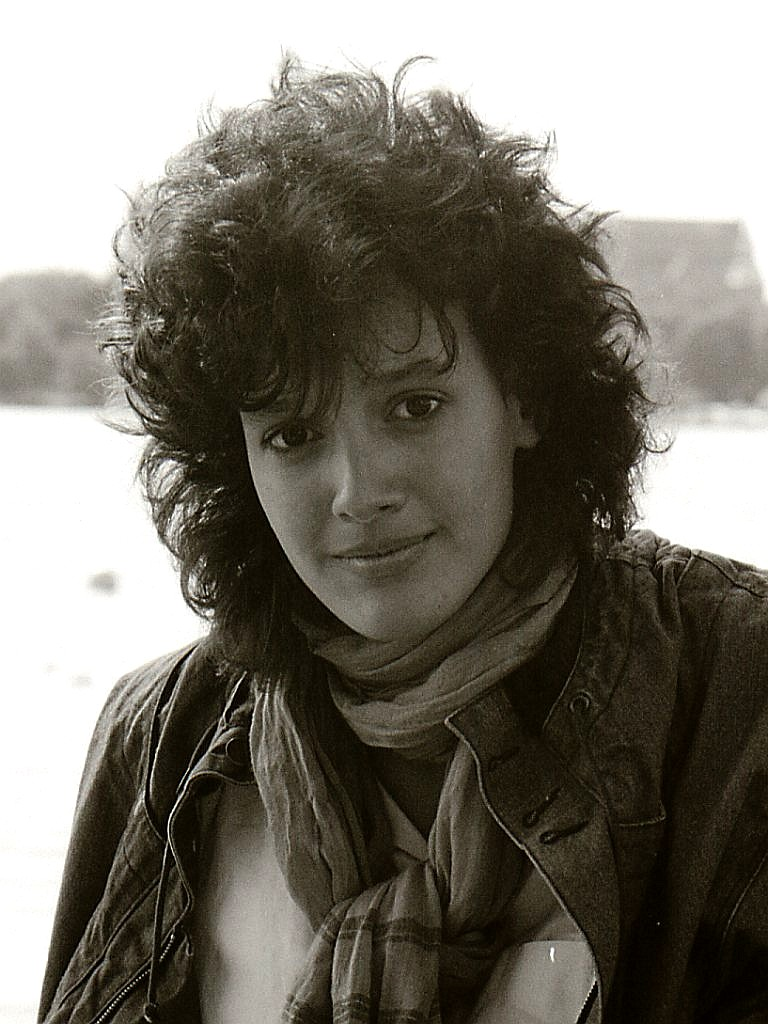
Jennifer Beals, la révélation de Flashdance.

En plein développement, Jamie Lee Curtis, Bridget Fonda, Melanie Griffith, Mariel Hemingway, Helen Hunt, Jennifer Jason Leigh, Kathy Najimy, Michelle Pfeiffer et Sharon Stone, ainsi que Lorraine Bracco, Bo Derek, Daryl Hannah, Heather Locklear, Tatum O'Neal, Andie MacDowell et Jennifer Grey, étaient pressenties pour le rôle d'Alex Owens, et, durant l'audition nationale organisée, Jennifer Beals, Leslie Wing et Demi Moore faisaient partie des trois finalistes. Afin de déterminer avec précision, l'actrice qui fédèrerait le plus la gent masculine, des photos ont circulé dans l'équipe de production avec la question suivante : « Avec laquelle de ces actrices aimeriez-vous coucher ? » (« I want to know which of these three young women you'd most want to fuck? »),, : c'est Jennifer Beals qui l'a finalement emportée.
Pierce Brosnan, Robert De Niro, Richard Gere, Mel Gibson, Tom Hanks, Jack Nicholson, Joe Pesci et John Travolta étaient présents pour le rôle de Nick Hurley. Burt Reynolds s'est également vu proposer pour ce rôle, mais a décliné à cause des conflits de planification. De même qu'Al Pacino qui a refusé en raison de son image de gangster et Kevin Costner qui battait pour l'avoir, mais c'est Michael Nouri qui est finalement choisi.

Sunny Johnson, en 1983.

Jennifer Grey, ayant appris qu'elle n'est pas élue pour le rôle d'Alex Owens, s'est vue proposer le rôle de Jeanie Szabo, amie d'Alex Owens, mais son agent a décliné l'offre. Sunny Johnson est finalement choisie pour ce rôle. Cette dernière meurt, un an après la sortie du film, d'une hémorragie intracérébrale, alors qu'elle n'avait que trente ans.

### Tournage
Le tournage commence le 18 octobre 1982. Il a principalement lieu à Pittsburgh (Pennsylvanie), ainsi qu'à Los Angeles, Palos Verdes et Pasadena (Californie). Il s'achève le 30 décembre 1982.
Pour toutes les scènes de danse, Jennifer Beals était doublée par Marine Jahan, une danseuse française,,, et, dans la scène de l'audition finale, les sauts ont été effectués par la gymnaste Sharon Shapiro, et c'est Crazy Legs, membre du groupe Rock Steady Crew — un homme — qui effectue le break dance pour la toupie au sol.

### Musique
La bande originale du film s'est vendue dans le monde à plus de 20 millions de copies, dont 700 000 dans les deux semaines qui ont suivi la sortie du film aux États-Unis, ce qui en fait l'un des albums les plus vendus au monde.
Deux chansons ont connu un succès particulier : Flashdance... What a Feeling interprété par Irene Cara, et Maniac par Michael Sembello. Sont présents également quelques classiques de la pop rock, tels que Gloria interprété par Laura Branigan, et I Love Rock 'n' Roll par Joan Jett and the Blackhearts.
Liste des titres
1. Flashdance... What a Feeling, interprété par Irene Cara (3:53) (Giorgio Moroder, Keith Forsey et Irene Cara)
2. He's a Dream, interprété par Shandi (3:28) (Shandi Sinnamon et Ronald Magness)
3. Love Theme from Flashdance, interprété par Helen St. John (3:27) (Giorgio Moroder)
4. Manhunt, interprété par Karen Kamon (2:36) (Doug Cotler et Richard Gilbert)
5. Lady, Lady, Lady, interprété par Joe Esposito (4:09) (Giorgio Moroder et Keith Forsey)
6. Imagination, interprété par Laura Branigan (3:35) (Michael Boddicker, Jerry Hey, Phil Ramone et Michael Sembello)
7. Romeo, interprété par Donna Summer (3:13) (Pete Bellotte et Sylvester Levay)
8. Seduce Me Tonight, interprété par Cycle V (3:31) (Giorgio Moroder et Keith Forsey)
9. I'll Be Here Where the Heart Is, interprété par Kim Carnes (4:36) (Kim Carnes, Duane Hitchings et Craig Krampf)
10. Maniac, interprété par Michael Sembello (4:04) (Michael Sembello et Dennis Matkosky)

## Accueil

### Sorties
Flashdance sort le 15 avril 1983 aux États-Unis et au Québec. En France, il sort le 14 septembre 1983.

### Box-office
- États-Unis : 92 921 203 dollars[20]
- France : 4 137 540 entrées[21]